# Rudolf Thanner
Rudolf „Rudi“ Thanner (* 20. August 1944 in Füssen; † 9. August 2007 ebenda) war ein deutscher Eishockeyspieler und Kommunalpolitiker.
Der Verteidiger errang mit seinem Heimatverein, dem EV Füssen, für den er von 1964 bis 1978 spielte, sechs deutsche Meistertitel (1964, 1965, 1968, 1969 und auch den letzten des Vereins 1973). Insgesamt absolvierte er 430 Bundesliga-Spiele und erzielte 73 Tore.
Von 1967 bis 1976 gehörte er der deutschen Eishockeynationalmannschaft an. Zusammen mit seinem Teamkollegen Josef Völk bildete er ein starkes Verteidigerduo. An drei Olympischen Winterspielen nahm Thanner teil (1968, 1972 und 1976), wobei er 1976 mit dem Team des Bundestrainers Xaver Unsinn die Bronzemedaille holte. Auch bei den Weltmeisterschaften (2 B und 6 A-WM) gehörte Thanner regelmäßig zum Kader. Insgesamt bestritt er 118 Länderspiele, in denen er 20 Tore erzielte. Nach seiner aktiven Zeit war er zusammen mit Alois Schloder als Aktiver und Organisator für die DEB-Traditionsmannschaft tätig.

## Nach der Karriere
Von 1984 bis 2002 gehörte er dem Stadtrat von Füssen an. 25 Jahre lang lenkte er darüber hinaus im Landratsamt als Geschäftsführer die Geschicke des Tourismusverbandes Ostallgäu. Außerdem war er maßgeblich am Umbau der Sprungschanzen in Bad Faulenbach beteiligt.

## Ehrungen
- Silbernes Lorbeerblatt
- Aufnahme in die Hockey Hall of Fame Deutschland 1989